# 15573 Richardjoseph
A 15573 Richardjoseph (ideiglenes jelöléssel (15573) 2000 GX65) a Naprendszer kisbolygóövében található aszteroida. A LINEAR projekt keretében fedezték fel 2000. április 5-én.